# Batman : Meurtrier et Fugitif
Batman : Meurtrier et Fugitif est une histoire qui a traversé les différents titres de Batman et de la Batman Family. Elle a été éditée par DC Comics en 2002.
Elle est composée de deux arcs narratifs : Bruce Wayne : Meurtrier ? (Bruce Wayne: Murderer?) suivi de Bruce Wayne : Fugitif (Bruce Wayne: Fugitive).

## Bruce Wayne: Meurtrier?

### Synopsis
À la fin de Batman: The 10-Cent Adventure #1, Bruce Wayne trouve sa petite amie, Vesper Fairchild, morte au Manoir Wayne, alors que les forces de police arrivent. La Police de Gotham arrête rapidement Wayne et son garde du corps, Sasha Bordeaux, pour meurtre. Les deux sont emprisonnés, laissant la Batman Family enquêter et rechercher les preuves pour les disculper. Toutefois, l'enquête s'avère compliquée lorsqu'une preuve suggérant que Vesper était au courant de qui était Batman, est découverte. Elle donne à Bruce un mobile pour le crime. Poussé jusqu'au point de rupture par sa frustration d'être enfermé en prison et d'être constamment obligé de se comporter comme Bruce Wayne, Bruce craque. Il s'échappe de prison et annonce son intention d'abandonner sa vie de Bruce Wayne (qui est maintenant un fugitif recherché), et de vivre seulement en tant que Batman.

### Composition
L'histoire est composée de Batgirl #24, Batman #599, Batman: Gotham Knights #25-26, Birds of Prey #39-40, Detective Comics #766-767, Nightwing #65-66 et Robin (vol. 2) #98-99.

### Équipe artistique
- Scénaristes : Kelley Puckett (Batgirl) ; Ed Brubaker (Batman) ; Devin K. Grayson (Gotham Knights) ; Chuck Dixon (Birds of Prey, Nightwing et Robin) ; Greg Rucka (Detective Comics)
- Artistes : Damion Scott (Batgirl) ; Scott McDaniel (Batman et Detective Comics) ; Roger Robinson (Gotham Knights) ; Rick Leonardi (Birds of Prey) ; Trevor McCarthy (Nightwing) ; Rick Burchett (Nightwing) ; Pete Woods (Robin)

## Bruce Wayne: Fugitif

### Synopsis
Avec Batman libre, la Batman Family continue d'enquêter sur les circonstances du crime. Beaucoup commencent à douter de l'innocence de Bruce. Oracle (avec l'aide de Black Canary), récupère un disque prouvant que le journal des entrées de l'appartement de Vesper a été modifié. Cela signifie que Vesper ne connaissait pas l'identité de Batman.
Pendant que Nightwing, Robin et Batgirl cherchent des preuves de l'innocence de Bruce, Batman lance sa propre enquête indépendante pour découvrir qui est derrière cette conspiration.

### Composition
Cette histoire est composée des numéros suivants : Azrael #91, Batgirl #27 et #29, Batman #600-601, #603 et #605, Batman: Gotham Knights #27-28 et #30-31, Birds of Prey #41-43, Detective Comics #768-772 et Nightwing #68-69.

### Équipe artistique
- Scénaristes : Dennis O'Neil (Azrael) ; Kelley Puckett (Batgirl) ; Ed Brubaker (Batman) ; Devin K. Grayson (Gotham Knights) ; Chuck Dixon (Birds of Prey et Nightwing) ;Greg Rucka (Detective Comics)
- Artistes : Sergio Cariello (Azrael et Detective Comics) ; Phil Noto (Batgirl) ; Scott McDaniel (Batman) ; Sean Phillips (Batman) ; Rick Leonardi (Birds of Prey) ; Dave Ross (Birds of Prey) ; Steve Lieber (Detective Comics) ; Trevor McCarthy (Nightwing)

## Ordre de lecture
Le titre français des chapitres est issu de l'édition d'Urban Comics de 2018.

### Bruce Wayne: Murderer?
- Prélude : Batman: The 10-Cent Adventure : Quête sans fin (The Fool's Errand)
- # Detective Comics #766 : Procédure (Procedure)
- # Batgirl #24 : Batgirl (Batgirl)
- # Nightwing #65 : La Casse ! (Bustout!)
- # Gotham Knights #25 : Sortie interdite (No Exit)
- # Birds of Prey #39 : L’Arme du crime (The Gun)
- # Robin #98 : La Ligne Rouge (The Thin Line)
- # Batman #599 : Dedans-Dehors (From the Inside-Out)
- # Detective Comics #767 : Hors du Temps (Timeless)
- # Nightwing #66 : Suspects inhabituels (The Unusual Suspects)
- # Gotham Knights #26 : Présomption d’innocence (Innocent Until)
- # Robin #99 : Le Bout de la route (Where the Road Ends)
- # Birds of Prey #40 : Revers (Switchback)

### Bruce Wayne: Fugitive
- # Batman #600 : La Scène du Crime (The Scene of the Crime)
- # Detective Comics #768 (Purity 1)
- # Birds of Prey #41 (Felony Matters)
- # Gotham Knights #27 (Positive I.D.)
- # Batman #601 (Turning the Town Red 1)
- # Detective Comics #769 (Purity 2)
- # Batgirl #27
- # Nightwing #68 (Time & Motion)
- # Gotham Knights #28 (The Mortician: Anti-Hero 1)
- # Detective Comics #770 (Purity 3)
- # Nightwing #69 (Ins & Outs)
- # Birds of Prey #43 (Blind Spot)
- # Batman #603 (The Turning Point 2)
- # Detective Comics #771 (Access)
- # Batgirl #29
- # Gotham Knights #30 (Turnabout 1)
- # Azrael #91 (Confession) (absent des éditions reliées américaines)
- # Detective Comics #772 (Principle)
- # Gotham Knights #31 (Clean)
- # Batman #605 (Courage)

### Conséquences deFugitive
- # Detective Comics #773 (Atonement 1)
- # Detective Comics #774 (Atonement 2)
- # Detective Comics #775 (Atonement 3)
- # Batman #606 (Death Wish for Two 1)
- # Batman #607 (Death Wish for Two 2)
- # Batgirl #33 (Father's Day)

## Éditions reliées

### Éditions américaines
Les scénarios de Bruce Wayne: Meurtrier ? et Bruce Wayne : Fugitif  ont été réunis dans plusieurs volumes :
- Août 2002 : Batman: Bruce Wayne – Murderer?. Contient Batman: The 10-Cent Adventure, Detective Comics vol. 1 #766–767, Batgirl vol. 1 #24, Nightwing vol. 2 #65–66, Batman: Gotham Knights #25–26, Birds of Prey vol. 1 #39–40, Robin vol. 4 #98–99 et Batman vol. 1 #599–600  (ISBN 1-56389-913-2)
- Décembre 2002 : Batman: Bruce Wayne – Fugitive Volume One. Contient Batman vol. 1 #601 et #603, Batman: Gotham Knights #27–28, Batgirl vol. 1 #27 et #29, Birds of Prey vol. 1 #41 et #43, et Nightwing vol. 2 #68–69  (ISBN 1-56389-933-7)
- Mars 2003 : Batman: Bruce Wayne – Fugitive Volume Two. Contient Detective Comics vol. 1 #768–772, Batman: Gotham Knights #31 et Batman vol. 1 #605  (ISBN 1-56389-947-7)
- Octobre 2003 : Batman: Bruce Wayne – Fugitive Volume Three. Contient Detective Comics vol. 1 #773–775, Batman vol. 1 #606–607 et Batgirl vol. 1 #33  (ISBN 1-4012-0079-6)

La partie Bruce Wayne:  Meurtrier ? est ressortie dans une nouvelle édition en 2014. Une nouvelle édition de Bruce Wayne : Fugitif  suivie en un seul volume :
- Mars 2014 : Batman: Bruce Wayne - Murderer?. Contient Batgirl vol. 1 #24, #27, Batman vol. 1 #599-602, Batman: Gotham Knights #25-28, Batman: The 10-Cent Adventure, Birds Of Prey vol. 1 #39-41, Detective Comics vol. 1 #766-770, Nightwing vol. 2 #65-66, #68-69 et Robin vol. 4 #98-99  (ISBN 978-1401246839)
- Juillet 2014 : Batman: Bruce Wayne - Fugitive. Contient Batman vol. 1 #603-607, Detective Comics vol. 1 #771-775, Batman: Gotham Knights #29-32, 'Batgirl vol. 1 #29, #33, Azrael: Agent of the Bat #91-92 et Birds of Prey vol. 1 #43  (ISBN 978-1401246822)

## Réimpression et rappel
En mars 2014, DC Comics a publié une nouvelle édition de Batman: Bruce Wayne : Meurtrier ? qui contenait des numéros absents dans l'édition précédente. Les clients ont immédiatement exprimé leurs préoccupations. Le volume ne possédait pas Détective Comics #76 : Purity, Part 1, alors qu'il recueillait Détective Comics #766-767 et #769-770. De plus Détective Comics #768 était bien présent dans l'édition précédente. En outre, la table des matières du livre appelait à tort Détective Comics #769 : Purity, Part 1 alors que son titre était Purity, Part 2.
Une semaine plus tard, DC Comics a annoncé le rappel de la  nouvelle édition de Batman: Bruce Wayne: Meurtrier ?. L'éditeur demanda aux détaillants d'accepter les retours des clients et de détruire les copies existantes. DC annonça la sortie d'une édition corrigée pour mai 2014 et qui comprendrait Détective Comics #768, Gotham Knights #29, et corrigerai également la table des matières et l'ordre des numéros présents dans le livre.

### Éditions françaises
En France, Urban Comics propose l'intégrale de la série en 3 tomes à partir de 2018.
- Mai 2018 : Batman : Meurtrier et Fugitif - Tome 1. Contient Batman #10-Cent + Detective Comics #766 + Batgirl #24 + Nightwing #65 + Gotham Nights #25 + Birds of Prey #39 + Robin #98 + Batman #599 + Detective Comics #767 + Nightwing #66 + Gotham Nights #26 + Robin #99 + Birds of Prey #40 + Batman #600  (ISBN 979-1-0268-1349-1)